# California Column

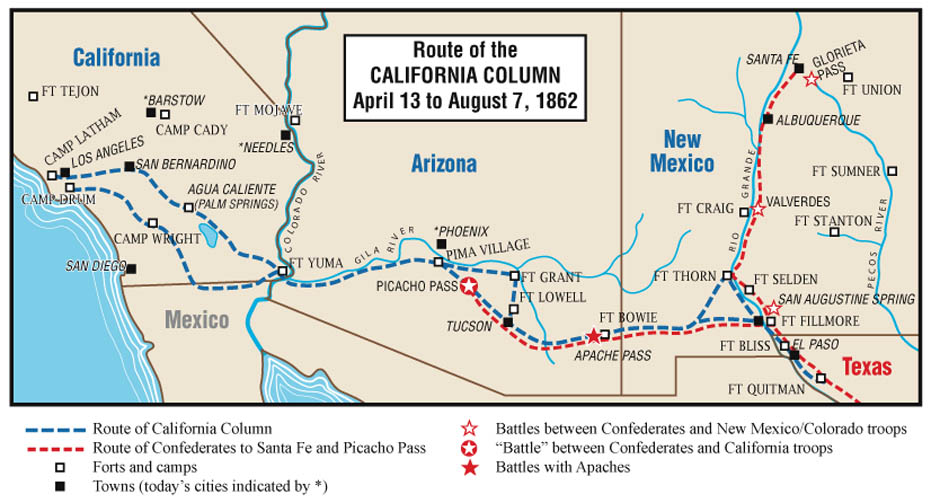
Route der California Column während des Sezessionskrieges.

Die California Column bestand zunächst aus einem verstärkten Infanterieregiment und wurde für den zweiten Teil ihres Auftrags durch Teile eines weiteren Infanterieregiments, weitere Kavallerie- und Artillerieeinheiten verstärkt. Sie legte während des Sezessionskrieges über 900 Meilen zurück.
Ihr Marsch begann in Kalifornien, führte durch das New-Mexico-Territorium bis zum Rio Grande und anschließend durch den Westen von Texas.
Zu dieser Zeit war das die längste Strecke, die vom Militär je durch Wüstengebiet durchgeführt wurde. Die California Column bestand von 13. April bis 30. September 1862 und bestand aus kalifornischen Freiwilligen.

## Aufstellung
Die California Column wurde am 19. Dezember 1861 aufgestellt und bestand zunächst aus den zehn Kompanien des 1. California  Infanterieregiments, fünf Kompanien des 1. California Kavallerieregiments und einer Batterie des 3. U.S Artillerieregiments., Bevor der Verband die Wüste nach Arizona durchquerte, wurde er durch eine Kompanie des 2. California Kavallerieregiments verstärkt. Für den Vorstoß nach Texas wurde er durch das 5. California Infanterieregiment und zwei Gebirgshaubitzen-Batterien verstärkt, so dass der Umfang 2.350 Soldaten betrug.

## Expedition
Das Ziel ihres Kommandeurs Colonel James Henry Carleton (wurde später zum Brigadegeneral ernannt) war es, die konföderierten Truppen aus New Mexico, welches von diesen seit über einem Jahr besetzt war, zu vertreiben.
Die Soldaten der California Column starteten von Fort Yuma aus und marschierten entlang des Gila River.
Wie auch die konföderierte Armee von New Mexico (auch bekannt als Sibley Brigade) reisten sie in kleineren Gruppen im Intervall von einigen Tagen, sodass die Männer und Pferde nicht zu erschöpft waren.
Sie folgten der Route der Butterfield Overland Mail. Die Poststationen hatten Vorräte und Getreide gelagert, die Spione aus den Nordstaaten dort vor der Invasion gehortet hatten.

## Kämpfe in Arizona
Freiwillige Konföderierte aus Arizona vernichteten entlang der Route der California Column deren Vorräte, was diese schwächte und verlangsamte.
Die Versuche von Colonel James Carleton dem General E.R.S. Canby, Kommandeur der Nordstaaten in New Mexico, Nachrichten zukommen zu lassen, scheiterten. Zudem wurde eine Patrouille bei der White Mill von Konföderierten abgefangen.
Die California Column und die Konföderierten begegneten sich in zwei Scharmützeln, eines war das Gefecht an der Stanwix Station, das andere war das Gefecht am Picacho Pass.
Anschließend kam die Column auf dem Weg nach Tucson rasch vorwärts, sodass sie beinahe die Nachhut der Konföderierten erreichte.
Erst Ende Juni gelang es einem Späher namens John W. Jones, die ihn verfolgenden Apachen hinter sich zu lassen und General Canby die Nachricht zu übermitteln, dass die California Column auf dem Weg sei.
Auf dem Marsch zum Rio Grande bekämpften 140 Mann der Kompanie E des ersten kalifornischen Infanterieregiments und Kompanie B des zweiten kalifornischen Infanterieregiments den berühmten Anführer der Apachen, Cochise am Apache Pass.
Als die California Column den Rio Grande erreichte, hatten die Konföderierten sich bereits nach Texas zurückgezogen.
Die Dienste der California Column lagen, neben der Kämpfe gegen die Apachen und die Navajo, vorrangig in der Besatzung von Siedlungen und Forts im New Mexico Gebiet und Franklin in Texas.